# Sámal Petur í Grund
Sámal Petur Martinsson í Grund (Syðrugøta, 1958. július 26. –) feröeri tengerész, politikus, a Sjálvstýri tagja és elnöke.

## Életpályája
1980-ban villanyszerelői, 1994-ben tengerészi végzettséget szerzett. 1979-től villanyszerelőként, 1991-1993 között tengerészként dolgozott.
Már 1994-1997 között betöltött miniszteri tisztséget. 1998-2001 között a Løgting tagja volt, majd 2001-től 2002-ig szociális és egészségügyi miniszter volt Anfinn Kallsberg kormányában. 2001-ben egy rövid ideig a Sjálvstýrisflokkurin elnöki posztját is betöltötte, miután megnyerte az elnökségért folytatott csatát Helena Dam á Neystabø ellen, aki ezután a pártból is kilépett.
2002-2004-ig kormányos, 2004-2008-ig hajóskapitány volt a Strandfaraskip Landsins közlekedési vállalatnál.
2022. december 18-ától újra a Sjálvstýrisflokkurinból alakult Sjálvstýri elnöke.

## Magánélete
Szülei Maria szül. Johannesen Dalurból és Martin í Grund Søldarfjørðurból. Felesége Konni Olsen Skálavíkból, akivel hét gyermekük van.